# Michèle Stephenson
Michele Stephenson là một nhà làm phim người Haiti và cựu luật sư nhân quyền. Stephenson cam kết thực hiện những câu chuyện cá nhân của những con người thường bị lãng quên bởi các phương tiện truyền thông chính thống.

## Sự nghiệp
Với người chồng là Joe Brewster, Stephenson thành lập Tập đoàn phim Rada với sứ mệnh: kể những câu chuyện về các cộng đồng đã bị truyền thông chính thống bỏ quên và đóng góp cho bức tranh tường thuật của Mỹ. Trong khi nuôi một gia đình ở Brooklyn, New York, Brewster và Stephenson đã cùng nhau chỉ đạo và sản xuất các bộ phim tài liệu và viễn tưởng. Năm 2008, họ đã đạo diễn Slaying Goliath, một bộ phim tài liệu với nội dung cuộc sống trong 10 ngày của đội bóng rổ lớp năm của con trai họ ở Harlem, New York khi họ trải qua cuộc đụng độ văn hóa tại một giải đấu quốc gia ở ngoại ô Florida. Brewster và Stephenson cũng sản xuất và chỉ đạo Faces of Change, theo chân năm nhà hoạt động trên năm châu lục chống lại nạn phân biệt chủng tộc trong cộng đồng của họ.
Năm 1999, Brewster và Stephenson bắt đầu ghi lại những trải nghiệm của con trai và người bạn thân nhất của cậu từ khi cả hai cậu bé vào mẫu giáo tại một trường tư thục Manhattan cho đến khi tốt nghiệp trung học vào năm 2012 trong bộ phim tài liệu American Promise. Mục tiêu của họ là kiểm tra rõ ràng về tuổi tác và trải nghiệm đến trường của hai cậu bé người Mỹ gốc Phi tầng lớp trung lưu tại Trường Dalton, một trường dự bị chủ yếu là học sinh da trắng, trong bối cảnh phân biệt chủng tộc dai dẳng của Hoa Kỳ. American Promise được phát sóng trên POV năm 2013. Brewster và Stephenson là Nghiên cứu sinh của Học viện Sundance, Nghiên cứu sinh Liên hoan phim Tribeca và là nhận giải của Quỹ tài liệu phim Tribeca Gucci cho bộ phim tài liệu dài 13 năm. American Promise là trung tâm của chiến dịch đấu tranh xuyên quốc gia, sử dụng web di động và công nghệ tương tác để giúp thúc đẩy những chàng trai da màu thành công.
American Promise được công chiếu tại Liên hoan phim Sundance 2013, nơi tác phẩm đã giành Giải thưởng đặc biệt của Ban giám khảo về xuất sắc trong việc làm phim và cũng là một ứng cử viên chính của Liên hoan phim New York 2013. American Promise đã nhận được giải thưởng Grand Jury Full Frame Festival, Phim tài liệu hay nhất của Liên hoan phim Hot Springs và Giải thưởng tác động của PUMA Britdoc. Stephenson và người chồng Joe Brewster cũng được vinh danh với Giải thưởng hình ảnh NAACP cho cuốn sách đồng sáng tác của họ, Promises Kept: Raising Black Boys to Succeed in School and in Life.
Tác phẩm của Stephenson đã xuất hiện trên PBS, Showtime, MTV và các cửa hàng khác. Danh hiệu cô đạt được bao gồm: Phim hay nhất do đạo diễn phụ nữ da màu, ADFF; Giải thưởng Grand Jury cho Phim tài liệu hay nhất, ABFF; Diversity Award, Liên hoan phim tài liệu quốc tế SilverDocs; và Giải thưởng Henry Hampton hạng mục Điện ảnh và Truyền thông Kỹ thuật số.
Stephenson là một trong những người sáng lập và đã đồng sản xuất một số phim tài liệu ngắn của The Conversation là một loạt phim tài liệu Op Ed cho Thời báo New York, bao gồm Giáo dục về Bình đẳng, Cuộc trò chuyện với Người da trắng trên Cuộc đua và Cuộc trò chuyện với Phụ nữ da màu trên đường đua.
Stephenson đã tham gia vào nhiều cuộc nói chuyện và hội nghị giải quyết các vấn đề ảnh hưởng đến các cộng đồng da màu. Stephenson, với chồng Joe Brewster, đã phát biểu tại TFI Interactive Day 2014, và tại các sự kiện được tổ chức bởi Annie E Casey Foundation, OSI và United Way.